# Liste der Bodendenkmäler in Dorsten
Die Liste der Bodendenkmäler in Dorsten enthält die denkmalgeschützten unterirdischen baulichen Anlagen, Reste oberirdischer baulicher Anlagen, Zeugnisse tierischen und pflanzlichen Lebens und paläontologischen Reste auf dem Gebiet der Stadt Dorsten im Kreis Recklinghausen in Nordrhein-Westfalen (Stand: 7. Oktober 2020). Diese Bodendenkmäler sind in Teil B der Denkmalliste der Stadt Dorsten eingetragen; Grundlage für die Aufnahme ist das Denkmalschutzgesetz Nordrhein-Westfalen (DSchG NRW).
| Bild | Bezeichnung                                     | Lage                                                                               | Beschreibung | Bauzeit | Eingetragen seit                 | Denkmal- nummer |
| ---- | ----------------------------------------------- | ---------------------------------------------------------------------------------- | ------------ | ------- | -------------------------------- | --------------- |
|      | Grabhügel                                       | Wulfen Munitionsdepot                                                              |              |         | 28.08.1992                       | 1               |
|      | Grabhügel                                       | Wulfen Espeln                                                                      |              |         | 14.05.1993                       | 2               |
|      | Grabhügel                                       | Wulfen Präsenkamp                                                                  |              |         | 14.05.1993                       | 3               |
|      | Grabhügel                                       | Rhade Am Mühlenteich                                                               |              |         | 14.05.1993                       | 4               |
|      | Grabhügelfeld                                   | Rhade Am Elven / Am Kalten Bach                                                    |              |         | 14.05.1993                       | 5               |
|      | Grabhügelgruppe                                 | Lembeck Roggers Feld                                                               |              |         | 14.05.1993                       | 6               |
|      | Landwehr, Teilstück a)                          | Lembeck Wessendorf                                                                 |              |         | 14.05.1993                       | 7               |
|      | Landwehr, Teilstück b)                          | Lembeck Wessendorf                                                                 |              |         | 14.05.1993                       | 7a              |
|      | Landwehr, Teilstück c)                          | Lembeck Wessendorf                                                                 |              |         | 14.05.1993                       | 7b              |
|      | Kleines Erdwerk                                 | Hervest Schulten Feld                                                              |              |         | 14.05.1993                       | 8               |
|      | Kleine Befestigung                              | Hervest Orthöve                                                                    |              |         | 14.05.1993                       | 9               |
| BW   | Schloss Lembeck                                 | Lembeck Wulfener Straße Karte                                                      |              |         | 09.09.1994                       | 10              |
|      | Römische Marschlager und germanische Siedlungen | Holsterhausen Am Dickhofsbusch, Am Kreskenhof, Hagenbecker Straße, Zum kleinen Aap |              |         | 18.12.2002 25.03.2004 07.05.2004 | 12.1–12.20      |